# Зебальд, Александер
Александер Зебальд (нем. Alexander Sebald; 29 апреля 1869, Пешт — 30 июня 1934, Чикаго) — немецкий и американский скрипач и альтист.
С тринадцати лет учился в Будапештской академии музыки, в дальнейшем совершенствовал своё мастерство под руководством Сезара Томсона.
На рубеже веков играл на альте в Оркестре Гевандхауса и в струнном квартете Феликса Бербера (1898—1903). 30 января 1904 года участвовал в премьере Трио для кларнета, альта и фортепиано Op. 264 Карла Райнеке, вместе с Эдмундом Хайнеком (кларнет) и автором. Привлёк к себе внимание концертными программами, полностью составленными из сочинений И. С. Баха и Паганини для скрипки соло, однако проиграл конкурс на место первого концертмейстера Оркестра Гевандхауса (после отъезда Бербера в Дрезден); в связи с этим Карл Флеш в своих воспоминаниях даёт уничтожающую характеристику Зебальда, замечая, что тот «обладал псевдо-техникой, плохо обоснованной, неточной и дурно звучащей».
В 1907—1914 гг. работал в Берлине, в том числе во главе собственной скрипичной школы. Трижды выступал как солист с Берлинским филармоническим оркестром (1905, 1907, 1913).
Проведя несколько лет в Париже, перебрался в США, возглавлял кафедру скрипки Чикагского музыкального колледжа, преподавал в Чикагской консерватории. Играл на скрипке в нескольких оперных оркестрах и на альте в фортепианном квартете с Генри Шостаком (1884—1963), Франком Маннхаймером и Ярославом Гонсом.
Автор учебника «Техника игры на скрипке» (нем. Geigentechnik), немногочисленных скрипичных и вокальных произведений. Записал сонату Джузеппе Тартини «Трель дьявола» (1928).